# Richard Gronau

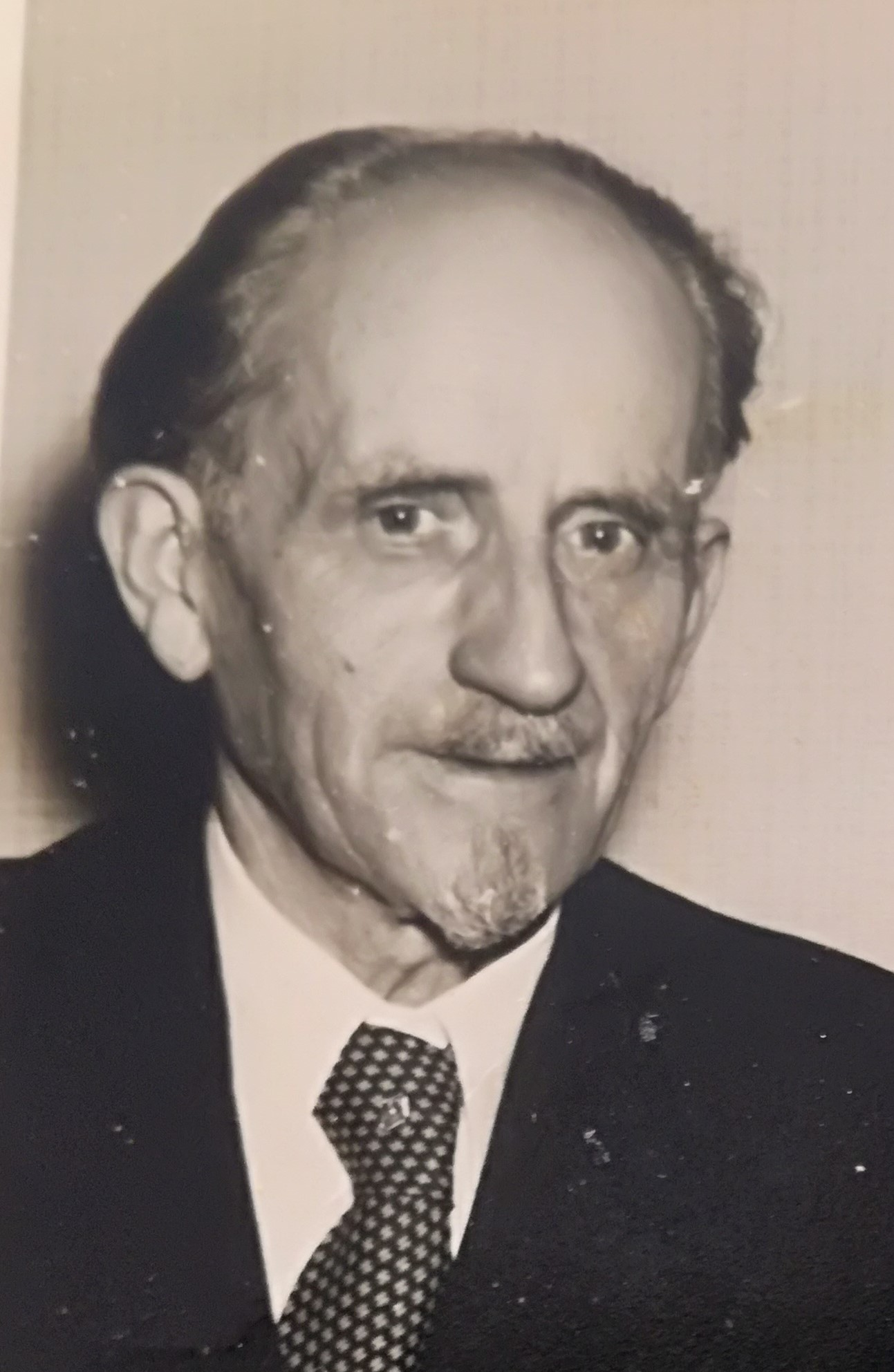
Richard Gronau, Osterode am Harz

Richard Gronau (* 23. Februar 1886 in Elbing/Ostpreußen; † 4. Oktober 1964 in Osterode am Harz) war ein deutscher Maler.

## Leben und Werk
Eine künstlerische Ausbildung war Richard Gronau aus wirtschaftlichen Gründen nicht vergönnt und so absolvierte er eine Malerlehre. Durch eine im Ersten Weltkrieg zugezogene Verletzung lernte er im Lazarett die Krankenschwester Ida Tappe (1892–1983) kennen, die er später heiratete. Sie stammte aus Osterode und beiden ließen sich in der Schildstraße 1 in Osterode nieder, zogen jedoch später in die Brauhausstraße 1, wo auch ein Geschäft für Malerbedarf untergebracht war. An der Berufsschule war Gronau als Fachlehrer tätig und von 1937 bis 1945 Kreishandwerksmeister. 1948 wurde ihm das Ausmalen der Schachtruppvilla anvertraut.
Parallel zu diesen handwerklichen Tätigkeiten schuf Richard Gronau eine Reihe von Ölbildern, die vorrangig Motive der Stadt Osterode und der umliegenden Landschaft zeigen. Eines seiner besten Bilder entstand 1955 und es zeigt in Anlehnung an die Winterlandschaften von Pieter Bruegel der Ältere zwei Gruppen von Flüchtlingen, die ihre ostpreußische Heimat verlassen müssen. Der Spannungsbogen des Bildes reicht vom brennenden Dorf im Hintergrund bis zum Schützengraben mit dem Helm eines Soldaten im Vordergrund rechts. Das Kruzifix am Wegesrand vermag kaum Trost zu spenden, die Bombenkrater in der Mitte des Bildes lassen erahnen, was sich dort kürzlich abspielte. Der Bildaufbau ist geradezu unprätentiös und die Malweise bewegt sich zwischen Realismus und Naiver Malerei.

Das Museum im Ritterhaus in Osterode besitzt mehrere Kunstwerke von Richard Gronau. Diese befinden sich bislang im Depot.